# GOME
GOME Electrical Appliances Holding Limited (произносится Го мэй, 国美电器控股有限公司, SEHK: 493) — китайская компания-ретейлер, владелец одноимённой, крупнейшей в стране сети магазинов бытовой техники и электроники. Штаб-квартира компании расположена в Пекине.

## История
Первый магазин под маркой GOME появился в Пекине в 1987 году.
Основатель компании Хуан Гуанъюй считался на конец 2008 года самым богатым человеком Китая с личным состоянием, оцениваемым в $6,3 млрд. В ноябре 2008 года Хуан Гуанъюй был арестован китайскими органами правопорядка по подозрению в «серьёзных экономических преступлениях». Помимо олигарха, аресту подверглись его брат, а также главный финансист GOME.

## Собственники и руководство
Крупнейшие акционеры компании на конец 2008 года: основатель компании Хуан Гуанъюй (33,93 %), JPMorgan Chase (10,24 %), Morgan Stanley (8,48 %), Capital Research (8,02 %). Капитализация на конец 2008 года — $1,8 млрд.
Председатель совета директоров GOME — Хуан Гуанъюй.

## Деятельность
Торговая сеть, принадлежащая компании, занимается розничной торговлей бытовой техникой и электроникой в Китае и Гонконге. На 30 июня 2008 года в сеть входило 828 магазинов, общая торговая площадь которых составляет 2,96 млн м².
Численность персонала на сентябрь 2008 года — 49,7 тыс. человек. Выручка компании по МСФО за 2007 год составила $5,8 млрд, чистая прибыль — $160 млн.